# Mount Berry
Mount Berry är ett berg i Antarktis. Det ligger i Västantarktis. Argentina, Chile och Storbritannien gör anspråk på området. Toppen på Mount Berry är 1 599 meter över havet, eller 44 meter över den omgivande terrängen. Bredden vid basen är 0,52 km.
Terrängen runt Mount Berry är bergig åt sydost, men åt nordväst är den kuperad. Trakten är obefolkad. Det finns inga samhällen i närheten.